# Enrique V de Reuss-Untergreiz (1602-1667)
Enrique V de Reuss-Untergreiz (en alemán: Heinrich V Reuss zu Untergreiz; 4 de diciembre de 1602, Greiz - 7 de marzo de 1667, Greiz) fue conde de Reuss-Untergreiz y Kranichfeld (1604-1667) en Turingia, así  como señor de Burgk, Hof y Dolau (1643).

## Vida
Era el hijo menor de Enrique V de Reuss-Untergreiz (1549-1604), señor de Greiz, señor de Untergreiz (1583-1603) y Lobenstein (1577-1585), y su esposa Maria von Schönburg-Waldenburg (1565-1628), hija de Hugo I de Schönburg-Waldenburg (1530-1566) y de la condesa Anna von Gleichen-Rembda (1532-1570). Era hermano de Enrique IV de Reuss-Obergreiz (1597-1629), con el cual gobernó Untergreiz hasta 1625, cuando adquiría Reuss-Obergreiz.
Enrique V de Reuss-Untergreitz murió el 7 de marzo de 1667 en Greitz a la edad de 64 años y fue enterrado allí.

## Matrimonio y descendencia
Enrique V de Reuss-Untergreitz se casó el 28 de noviembre de 1630 en Greiz con la condesa y con la condesa Anna Maria von Salm-Neuviller (10 de agosto de 1606, Neuviller - 20 de noviembre de 1651, Greitz), hija del conde y conde Federico de Salm-Neuviller (1547-1608) y su cuarta esposa, la condesa Anna Amalia von Erbach. (1577-1630). Tuvieron 8 hijos:
- Maria Agnes de Reuss-Untergreiz (6 de octubre de 1631, Greiz - 14 de enero de 1652, Greiz)
- Enrique I de Reuss-Untergreiz (7 de noviembre de 1632, Greiz - c. 20 de noviembre de 1666, Valonia, Bélgica), muerto en un duelo
- Enrique II de Reuss-Untergreiz (8 de enero de 1634, Greiz - 5 de octubre de 1697, Gera), Señor (1667-1673) y luego Conde de Reuss-Untergreiz el 26 de agosto de 1673, se casó el 8 de enero de 1655 con Isabel Sibila de Reuss-Burgk (1627-1703), hija de Enrique II de Reuss-Hof-Burgk.
- Enrique III de Reuss-Untergreiz (5 de abril de 1635, Greiz - 3 de junio de 1636)
- Amalia Juliana Reuss-Plauen (4 de octubre de 1636, Greiz - 25 de diciembre de 1688, Delau), desde el 26 de agosto de 1673, condesa Reuss-Untergreiz, se casó (I) el 13 de abril de 1659 en Greiz con Freiherr Ferdinando II von Bieberstein (1620-1667); (II) el 29 de julio de 1674 en Forst con el Conde Enrique VI de Reuss-Obergreiz (1649-1697)
- Enrique IV de Reuss-Untergreiz (5 de agosto de 1638, Greiz - 21 de febrero de 1675, Hechingen), se convirtió en conde de Reuss-Untergreiz el 26 de agosto de 1673, se casó el 31 de octubre de 1671 en Greiz con Frauen Anna Dorothea von Rupp (1651-1698), hija de Freiherr Wilhelm von Rupp († 1674) y Frauen Anna Katharina von Rupp (c. 1625)
- Elisabeth Christina Reuss (5 de septiembre de 1639, Greiz - 10 de agosto de 1644)
- Enrique V de Reuss-Rothenthal (* 19 de abril de 1645, Greiz; † 12 de diciembre de 1698, Rothenthal, Greiz), conde de Reuss-Untergeitz el 26 de agosto de 1673, señor de Reuss-Rothenthal, se casó (I) el 15 de febrero de 1678 en Celle con Angelika Desmier (1637-1688), (II) el 5 de junio de 1697 en Fráncfort del Meno con la condesa Christiane von Sayn-Wittgenstein-Homburg (1680-1724)